# 千歳通

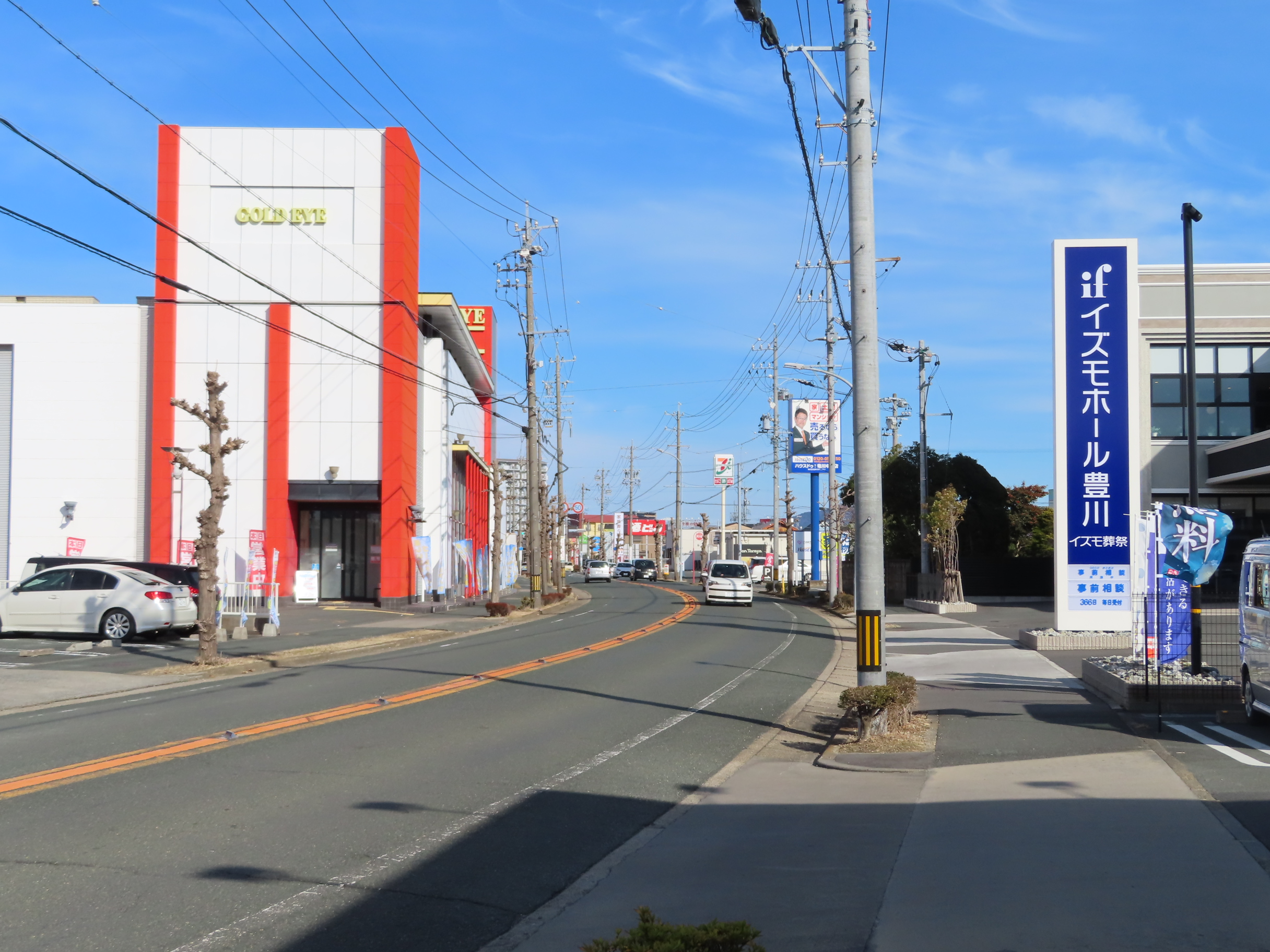
千歳通（2022年（令和4年）1月）

千歳通（ちとせどおり）は、愛知県豊川市の中心部を通る市道の通称、また地名である。

## 概要
豊川市道中通線（その1）のうち南西部区間の通称である。南大通（愛知県道400号豊橋豊川線）と姫街道（中央通、愛知県道5号国府馬場線）を結ぶ道路で、沿線には大型店が多い。

## 区間
- 中央通4丁目交差点（愛知県道5号国府馬場線） - 南大通4丁目交差点（愛知県道400号豊橋豊川線）
- 総延長：約1.4km

## 沿線
| - 豊鉄タクシー豊川営業所 - DCM豊川東店 - 豊川公共職業安定所（ハローワーク豊川） - 東海マツダ販売豊川店 - 東海マツダ販売豊川ユーカーランド - かっぱ寿司豊川店 - ジーンズショップYAMATO豊川店 - ライトオン豊川店 - あおい書店豊川店 - ブロンコビリー豊川店 - イズモ葬祭センターセレモニーホール豊川貴賓館 - 丸亀製麺豊川店 - 洋服の青山豊川店 - ローソン豊川千歳通店 | - TSUTAYA豊川店（閉店） - ひまわり農協牛久保支店 - アイレクステラス - ショップアイレクス - アイレクスホール - マッターホルン（ケーキ店） - アルファルファ（ブティック） - アレグット（ブティック） - ハクヨ ホームデザイン - MEDIX（総合医療ビル） - 天王社（牛久保八幡社分社） - 牧野成定公廟 - 南大通交番 - 木曽路豊川店 |

## 沿線風景
愛知県道5号国府馬場線から分岐し（末広通からは直進）、DCMを通り過ぎると、名鉄豊川線の踏切に差し掛かる。2車線道路ということもあり、踏切が閉まるとよく渋滞する。踏切を渡ると、あおい書店や洋服の青山などがある賑やかな通りとなる。道路は緩く右にカーブし、牛久保駅通との交差点を過ぎて交番や神社が見えると、すぐに終点の交差点に到着する。直進すると道路は県道373号に変わりこの先小坂井町方面などに通じる。なお当路線は、末広通と共に1970年代頃には国道151号の経路であり、姫街道交点や南大通交点付近の拡幅は国道時代に行われたものである。その時の急造工事の名残りと思われるが、終点の南大通4丁目交差点付近南側の歩道は幅1.2mとかなり狭小になっている。

## 交差・接続する道路
- 末広通（市道中通線）（中央通4丁目交差点：直進）
- 愛知県道5号国府馬場線（通称 姫街道、中央通）（同：交差）
- 市道中条二丁目南大通五丁目線（千歳通2丁目交差点）
- 牛久保駅通（市道城跡市役所線）（千歳通4丁目交差点）
- 南大通（愛知県道400号豊橋豊川線）（南大通4丁目交差点：交差）
- 愛知県道373号金野豊川線（同：直進）